# Zomariana carnicolor
Zomariana carnicolor är en fjärilsart som beskrevs av Edward Meyrick 1931. Zomariana carnicolor ingår i släktet Zomariana och familjen vecklare. Inga underarter finns listade i Catalogue of Life.